# 石上寺 (亀山市)
石上寺（せきじょうじ）は、三重県亀山市和田町にある、高野山真言宗の仏教寺院。山号は 那智山（なちさん）、院号は 松寿院（しょうじゅいん）。本尊は子安延命地蔵菩薩。

## 歴史
延暦15年（796年）大和国布留郷（ふるのさと）の住人「紀真龍」（きのまたつ）が、石上神宮の神告により、この地へ那智山熊野権現を勧請し、新熊野三社として祀ったのが、新熊野権現社の起源で、同年8月弘法大師が真龍の元を訪れ、地蔵菩薩を刻み一宇を建立して、那智山石上寺と名付けたのが、当山の始まりとされている。
朱雀天皇（在位931年 - 947年）の勅願寺や、建久6年（1195年）に鎌倉将軍家の祈願所となるなど、名刹で壮大な神廟寺院も、永禄年中（1567年 - 1569年）の頃、織田信長の伊勢進攻の兵火により焼失するが、権現社と地蔵堂は難を免れたという。その後正保元年（1644年）に再興、正徳2年（1712年）に僧是幼が中興して今日に至っている。

## 文化財
- 三重県指定有形文化財
  - 紙本墨書石上寺文書20通（21点）
- 亀山市指定文化財
  - 熊野山大権現扁額

上記の文化財は、亀山市歴史博物館に寄託している。

## 所在地
- 三重県亀山市和田町1185

## 年中行事
- 4月（第2日曜日） 熊野大祭
- 8月24日 地蔵盆会
- 毎月24日 地蔵菩薩縁日

## アクセス
- JR亀山駅 (三重県)より東へ約3.5km
- JR井田川駅より南西へ約1.5 km
- 三重県道28号亀山白山線和田交差点より西へ約0.5km